# Zoo du Mont Faron
 (avril 2025).
Motif : absence de sources centrées et de qualité depuis 2008
- Archive Wikiwix
- Bing
- Cairn
- DuckDuckGo
- E. Universalis
- Gallica
- Google
- G. Books
- G. News
- G. Scholar
- Persée
- Qwant
- (zh) Baidu
- (ru) Yandex
- (wd) trouver des œuvres sur Wikidata

| 1. | Préciser le motif de la pose du bandeau. | Précisez le motif de la pose du bandeau en utilisant la syntaxe suivante : {{admissibilité à vérifier\|date=juillet 2025\|motif=remplacez ce texte par le motif}}                      |
| 2. | Informer les utilisateurs concernés.     | Pensez à avertir le créateur de l'article, par exemple, en insérant le code ci-dessous sur sa page de discussion : {{subst:avertissement admissibilité à vérifier\|Zoo du Mont Faron}} |

 (novembre 2016).
Si vous disposez d'ouvrages ou d'articles de référence ou si vous connaissez des sites web de qualité traitant du thème abordé ici, merci de compléter l'article en donnant les références utiles à sa vérifiabilité et en les liant à la section « Notes et références ».
 (avril 2024).
L'article doit être relu — et modifié si nécessaire — par des contributeurs indépendants pour apporter un regard critique aux contributions effectuées en violation des conditions d'utilisation de Wikipédia, tant sur la forme (notamment concernant le style encyclopédique, la proportionnalité) que sur le fond (la neutralité de point de vue, la qualité et l'indépendance des sources).

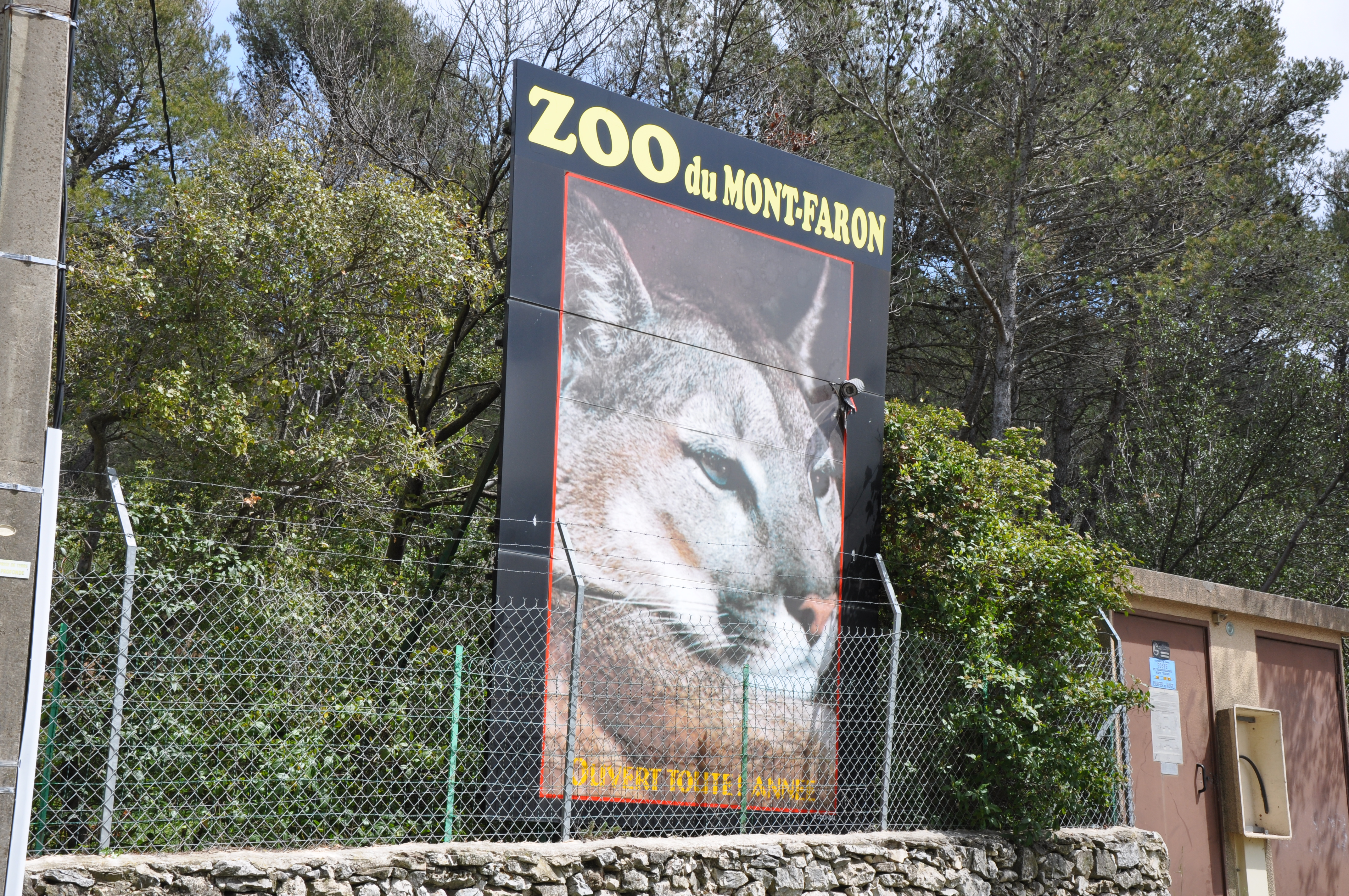
Zoo du mont Faron

Le zoo du mont Faron, appelé couramment zoo du Faron, est un parc zoologique français situé en région Provence-Alpes-Côte d'Azur, dans la commune de Toulon, sur le mont Faron. Il a été fondé en 1968 par Roger George De Souza et Etiennette Ribeiro De Souza.
Il est situé à 585 mètres d'altitude au sommet du Mont Faron, qui domine la ville et le port de Toulon.
Il n'est pas membre de l'Association européenne des zoos et aquariums (EAZA).

## Historique
Créé en 1968 par Roger George dit De Souza et Etiennette Ribeiro De Souza, et inauguré en mai 1969, le zoo du Faron est issu du transfert d’un premier établissement appelé « Réserve de la Nature » installé à Carcès dans le Var, lui-même créé en 1964.
Depuis le décès de M. De Souza en 1998 et de son épouse en 2014, il est la propriété de Jim Jacquet De Souza, fils des fondateurs, et à l'époque directeur. Depuis 2020, le directeur du Zoo est Didier Jacquet,

## Faune présentée
Le parc d'une superficie d'1,5 hectare propose aux visiteurs une grande diversité de félins au sein d'une flore typiquement méditerranéenne.
Il présente aussi des guanacos, des loups, des hyènes brunes, des hamadryas et des lémurs catta,.

## Conservation
Il n'est pas membre de l'Association européenne des zoos et aquariums (EAZA)[source secondaire souhaitée], chargée d'organiser les programmes d'élevage européens pour les espèces menacées (EEP). Le zoo aide, par la reproduction de ses animaux, à la conservation des espèces en voie de disparition,
Il a travaillé avec l'association Conservation et reproduction des espèces sauvages animales menacées (CRESAM) pour promouvoir l'insémination artificielle de femelles en milieu naturel comme moyen de repeuplement[source secondaire souhaitée]: dans les zones - protégées- où les espèces ont du mal à se reproduire, par manque d'individus et/ou par manque de variation génétique, la récolte de sperme d'animaux de parcs zoologiques et l'insémination de femelles à l'état sauvage, permet d'obtenir des naissances directement en milieu naturel, ce qui représente un avantage en temps et en efficacité par rapport à la réintroduction d'animaux issus de la captivité.

## Critiques
Le zoo fait face à certaines critiques vis-à-vis de l'état des installations, notamment les enclos des grands félins, jugés exigus et inadaptés par certaines associations de protection des animaux,,,.
Les associations, comme l'association Aves, dénoncent aussi la cession de certains animaux, notamment d'un puma particulièrement imprégné à un particulier non capacitaire (refusé par le préfet) et d'un ours brun aux Poliakov, des montreurs d'ours,.